# Wolfringmühle
Wolfringmühle ist ein Ortsteil der Gemeinde Fensterbach im Landkreis Schwandorf des Regierungsbezirks Oberpfalz im Freistaat Bayern.

## Geografie
Wolfringmühle liegt an der Staatsstraße 2151, 3,5 Kilometer südöstlich der Bundesautobahn 6, 8,2 Kilometer westlich der Bundesautobahn 93 und 900 Meter südlich von Wolfring, dem Sitz der Gemeinde Fensterbach. Am Südrand von Wolfringmühle fließt der Fensterbach in Richtung Südosten der Naab zu und am westlichen Ortsrand liegt der Mühlweiher.

## Geschichte
Laut Steuerbuch von 1630 gehörte Wolfringmühle (auch: Wolffringermühl, Wolfringermühl) zur Hofmark Wolfring mit 1 Gut, 3 Häusern, 1 Mühle, 1 Taferne, 1 Inwohner, 2 Ochsen, 6 Kühen, 2 Rinder, 2 Schweinen,  4 Frischlingen und einer Steuer von 8 Gulden, 28 ¾ Kreuzern.
Im Herdstättenbuch von 1721 erschien Wolfringmühle mit 3 Anwesen, 3 Häusern und 3 Feuerstätten. Im Herdstättenbuch von 1762 ist Wolfringmühle mit 6 Herdstätten, 2 Inwohnern verzeichnet.
Anfang des 19. Jahrhunderts hatte Wolfringmühle 6 Anwesen einschließlich einer Taferne, einem Wirt, einem Weber und einem Schuster. Die Mühle hatte eine Mahlmühle und eine Schneidsäge. Es gab 7 Wohnhäuser, 15 Familien und 58 Einwohner.
Wolfringmühle gehörte zum Gerichtssitz Wolfring. Dieser Gerichtssitz hatte 1819 insgesamt 53 Gerichtshintersassen. 1824 bestand er aus Wolfring, Wolfringmühle, Dürnsricht, Jeding, Knölling, Passelsdorf und Pittersberg. In Wolfring und Wolfringmühle lag auch die Ausübung der Polizeigewalt beim Gerichtssitz Wolfring, in den Dörfern Dürnsricht, Jeding, Knölling, Passelsdorf lag sie beim Landgericht Nabburg, in Pittersberg beim Landgericht Amberg.
1808 verfügte das Generalkommissariat Amberg, dass das Patrimonialgericht Wolfring zu Unrecht bestand und eingezogen werden müsse. Trotzdem wurde es nicht aufgelöst. Es gab eine stillschweigende Übereinkunft, dieses Patrimonialgericht bis zum Tod seines Besitzers Carl Theodor von Schönstätt bestehen zu lassen. Baron von Schönstätt wurde 1817 sogar die Bildung eines Ortsgerichtes in Wolfring gestattet. Als er jedoch 1819 die Bildung eines Patrimonialgerichtes II. Klasse beantragte, wurde dieser Antrag 1827 abgelehnt, weil Freiherr von Schönstätt nicht als Landsasse anerkannt werden könne. Wenige Tage später wurde die gutsherrliche Gerichtsbarkeit vom Staatsministerium des Innern eingezogen. Ein langjähriger Prozess Carl Theodors von Schönstätt und seines Sohnes gegen diesen Beschluss hatte keinen Erfolg.
1808 begann in Folge des Organischen Ediktes des Innenministers Maximilian von Montgelas in Bayern die Bildung von Gemeinden. Dabei wurde das Landgericht Nabburg zunächst in landgerichtische Obmannschaften geteilt. Dabei kam Wolfringmühle zur Obmannschaft Dürnsricht. Zur Obmannschaft Dürnsricht gehörten: Dürnsricht, Wolfring, Knölling, Wolfringmühle, Dürnsrichtmühle, Wolfringer Klause.
Dann wurden 1811 in Bayern Steuerdistrikte gebildet. Dabei kam Wolfringmühle zum Steuerdistrikt Wolfring. Der Steuerdistrikt Wolfring bestand aus dem Dorf Wolfring mit dem gutsherrlichen Schloss und der Einöde Wolfringmühle. Er hatte 42 Häuser, 202 Seelen, 120 Morgen Äcker, 60 Morgen Wiesen, 20 Morgen Holz, 6 Weiher, 8 Morgen öde Gründe und Wege, 4 Pferde, 20 Ochsen, 70 Kühe, 30 Stück Jungvieh, 200 Schafe und 35 Schweine.
Schließlich wurde 1818 mit dem Zweiten Gemeindeedikt die übertriebene Zentralisierung weitgehend rückgängig gemacht und es wurden relativ selbstständige Landgemeinden mit eigenem Vermögen gebildet, über das sie frei verfügen konnten. Hierbei kam Wolfringmühle zur Ruralgemeinde Wolfring. Die Gemeinde Wolfring bestand aus den Ortschaften Wolfring mit 33 Familien, Wolfringmühle mit 6 Familien und Klausen mit einer Familie.
1971 wurde aus den Gemeinden Dürnsricht und Wolfring die Gemeinde Fensterbach gebildet. Sitz der neuen Gemeinde ist Wolfring.
Wolfringmühle gehört zur Pfarrei Wolfring. Zunächst war Wolfring Filialkirche von Pittersberg, dann exponierte Kooperatur. Zwischen 1959 und 1961 wurde in Dürnsricht die St. Albertus Magnus Kirche gebaut, die dann 1969 Pfarrkirche der neu errichteten Pfarrei Dürnsricht-Wolfring wurde. 1997 hatte Wolfringmühle 36 Katholiken.

## Einwohnerentwicklung ab 1819
| Jahr | Einwohner  | Gebäude |
| ---- | ---------- | ------- |
| 1819 | 6 Familien | k. A.   |
| 1828 | 40         | 7       |
| 1838 | 51         | 7       |
| 1864 | 36         | 22      |
| 1875 | 46         | 32      |
| 1885 | 40         | 8       |
| 1900 | 40         | 8       |
| 1913 | 43         | 7       |

| Jahr | Einwohner | Gebäude |
| ---- | --------- | ------- |
| 1925 | 37        | 8       |
| 1950 | 65        | 10      |
| 1961 | 51        | 10      |
| 1964 | 51        | 10      |
| 1970 | 48        | k. A.   |
| 1987 | 34        | 11      |
| 2011 | 43        | k. A.   |
| 2018 | 51        | k. A.   |

## Tourismus
In Wolfringmühle bietet das Hotel der Familie Auerbach Übernachtungsmöglichkeiten. Durch Wolfringmühle läuft der Schweppermann–Radweg auf der ehemaligen Bahnstrecke Drahthammer–Lauterhofen.